# Aurora (Zamboanga du Sud)
Pour les articles homonymes, voir Aurora.
Aurora est une localité de la province du Zamboanga du Sud, aux Philippines. En 2015, elle compte 50 755 habitants.